# النسوية في جنوب إفريقيا
رسم النضال من أجل المساواة السياسية والعرقية بالإضافة إلى النزاعات الوطنية والعالمية لتحقيق المساواة بين الجنسين ملامح النسوية في جنوب أفريقيا. واجهت المرأة تاريخيًا في جنوب أفريقيا مجموعة كبيرة من الممارسات العنصرية التي تقوم بها الدولة والمجتمع ومن بينها التمييز في الأجور. أحد الأمثلة على ذلك هو عدم قدرة النساء على الاقتراع حتى عام 1983 والتمييز الجنسي الثقافي الذي يظهر من خلال العنف الشديد الموجَّه ضد المرأة. توجد في جنوب أفريقيا معدلات مرتفعة من الاغتصاب والعنف المنزلي التي لا يُبَلَّغ عنها عادة، إذ أبلغت حوالي ثلث الفتيات المراهقات عن تعرضهن للإكراه الجنسي عند بلوغهن السادسة عشرة. أدت هذه الإحصائيات إلى تسجيل معدلات أعلى من التحرش والاعتداء الجنسي على النساء.

## التاريخ

### حق الاقتراع والعمل المدني لدى النساء
مُنحت النساء في جنوب أفريقيا حق الاقتراع عام 1930، وكانت انتخابات عام 1933 الانتخابات الرسمية الأولى التي تمكنت النساء من المشاركة فيها. شكّل النضال من أجل المساواة محنة بالنسبة إلى النساء بسبب البنية الذكورية المتجذرة في الأعراف الثقافية والهيئات الإدارية في جنوب أفريقيا، وخصوصًا النساء ذوات البشرة الملونة اللواتي واجهن صعوبة أكبر بسبب التاريخ العنصري الفريد للبلاد وقانون الفصل العنصري (الأبارتايد). حصلت النساء الآسيويات وذوات البشرة الملونة على حق الاقتراع عام 1983، بعد نحو خمسة عقود من حصول النساء البيضاوات عليه.
عام 1933، انتُخبت ليلى رايت، زوجة دينيس ريتز، لتكون أول امرأة عضو في البرلمان.
في الثاني من شهر مايو عام 1990، أطلقت الهيئة التشريعية الأفريقية الوطنية بيانًا بعنوان «بيان اللجنة الوطنية التنفيذية للهيئة التشريعية الأفريقية الوطنية حول تحرير النساء في جنوب أفريقيا» الذي كان أول اعتراف وطني بضرورة المساواة بين الجنسين لبناء أمة ديمقراطية حقيقية. أقر البيان أيضًا بوجود عدم توازن واضح في مناصب النساء في الحكومة، وهو أمر سلبي إذ عادة ما يجري تجاهل قضايا وآراء المرأة. لقي البيان استحسان النسويين الكبير في البداية في جنوب أفريقيا، لكن انتقدت النساء بعد عدة سنوات الهيئة التشريعية لعدم اتخاذ إجراءات لإصلاح المشاكل المُحدَّدة في البيان. على أي حال، منذ عام 1990، تولت النساء مناصب قيادية أكثر في الحكومة، وصُنف جنوب أفريقيا اليوم من بين أكثر خمسة دول أفريقية تتميز بتمثيل كبير للنساء في الهيئة التشريعية الوطنية. يُعزى سبب هذا التحسن بشكل كبير إلى النسب الإلزامية التي تطلبها الأحزاب السياسية الآن في جنوب أفريقيا لضمان الحد الأدنى من التمثيل النسائي في المناصب الحكومية.

### الأجور المتساوية
وفقًا لنظام الأجور القائم على مُثُل الأسرة النواة في المجتمع، كان من المفترض سابقًا أن يكون الرجل مصدر الدخل الأساسي في الأسرة، بينما كانت كل الأجور التي تتقاضاها النساء مكمِّلة لدخل الأسرة. تتراجع شعبية مفهوم الأسرة النواة بين العائلات الجنوب أفريقية مع تزايد أعداد الرجال والنساء ممن يفضلون إنهاء الزواج بالإضافة إلى ارتفاع معدلات الطلاق، ما يؤدي إلى وجود منازل تعتمد على مصدر دخل واحد.
رغم أنه من غير القانوني في جنوب أفريقيا دفع أجور مختلفة ساعيّة أو سنوية مقابل العمل نفسه بناء على جنس العامل، تختار النسوة مجالات عمل ذات قيمة تعويضات منخفضة، ما يترك فجوة عامة بين أجور الرجال والنساء. تحققت المساواة في الأجور فعليًا وقانونيًا في جنوب أفريقيا. تعمل النساء في المجالات الأعلى كسبًا عدد ساعات أقل في المتوسط من الرجال العاملين في المجالات نفسها بسبب إنجاب الأطفال وتكريس وقت أكبر لمسؤوليات الأمومة. هذه الفجوة في الأجور اختيارية بحتة، إذ كانت النساء ومازلن يسيطرن على مجالات العلوم والتكنولوجيا والهندسة والرياضيات مثل علم الأحياء، وعلم النباتات والإحصاءات لقرون عديدة.
عام 2017، قدَّر المنتدى الاقتصادي العالمي الدخل المُكتسَب المحتمل (تناسب القدرة الشرائية) في جنوب أفريقيا بحوالي 9.938 دولار أمريكي للنساء و16.635 دولار أمريكي للرجال. في جنوب أفريقيا، بلغت نسبة الأعمال غير مدفوعة الأجر، التي تُعرَف أيضًا باسم مسؤوليات الأبوين أو البالغين بـ56.1 للنساء و25.9 للرجال في اليوم الواحد.

### قوانين مناهضة التمييز العنصري
في التاسع من شهر أغسطس عام 1956، أقامت 20000 امرأة مظاهرة احتجاجية ضد قانون الاجتياز العنصري في مبنى الاتحاد في بريتوريا. نُظمت المظاهرة تحت راية اتحاد المرأة في جنوب أفريقيا. عُرف هذا اليوم لاحقًا باسم اليوم الوطني للمرأة في جنوب أفريقيا.
أُقِرَّ قانون الملكية الزوجية رقم 88 في 1 نوفمبر من عام 1984، وألغى التبعية الاقتصادية، والاجتماعية، والقانونية، والملكية للنساء البيض، والهنديات، وذوات البشرة الملونة إلى شركائهم الذكور. كانت النساء قبل هذا القانون يُعتَبَرن قاصرات قانونيًا فور زواجهن من وجهة نظر القانون، الأمر الذي جردهن من الحماية القانونية ومن أي حريات اجتماعية فردية، كما أقر بأن كل الميزات الاقتصادية والممتلكات يجب أن توَرَّث إلى الذكور. في 12 ديسمبر من عام 1988، عُدِّل القانون ليشمل أيضًا حماية النساء الأفريقيات في النقابات المدنية.
بعد الانتخابات الديمقراطية الأولى للبلاد عام 1994، تم التخلص من العديد من قوانين التمييز العنصري في جنوب أفريقيا واستُبدلت بقانون العنف المنزلي لعام 1998. أُنشِئت اللجنة الأولى للمساواة بين الجنسين بموجب دستور عام 1994 للتأكد من احترام وتطبيق وتبني الحقوق وأساليب الحماية المنصوص عليها في الدستور الجديد لتناسب الاحتياجات المتزايدة للنساء في جنوب أفريقيا.

## التحديات
وفقًا لبحث أُجري حول الاتحاد النسائي في جنوب أفريقيا، وفي البداية يمكننا القول إن نضال النسوة يقع في شقين: أولًا، مشكلة نظام الأبارتايد (نظام الفصل العنصري) الذي كان يتعامل مع النساء غير البيضاوات بعنصرية، وثانيًا، مشكلة القوانين والمؤسسات التي تمارس التمييز العنصري ضد المرأة. أثناء فترة تطبيق نظام الأبارتايد، عانت النساء ذوات البشرة الملونة من عدم المساواة بشكل كبير لأنهن كنَّ جزءًا من مجموعتين مقموعتين (كونهن نساء وذوات بشرة ملونة في الوقت نفسه). عانت النساء ذوات البشرة الملونة من العنف المرتبط بالتمييز العنصري ضد ذوي البشرة الملونة، بالإضافة إلى خضوعهن لحالة عدم المساواة التي تعاني منها كل النساء. وأثّر اضطهاد تلك النسوة على مكانتهن الاجتماعية والاقتصادية أيضًا، لأن الطبقة العاملة تتألف بالكامل تقريبًا من النساء ذوات البشرة الملونة، هذا ما أجبر النساء ذوات البشرة الملونة على مواجهة ثلاثة أشكال مختلفة من الاضطهاد والتمييز العنصري. بالإضافة إلى ذلك، كانت النساء من ذوات البشرة الملونة يشكلن الشريحة الرئيسية من السكان العاملين في مجال الزراعة والخدمة، وهما مجالان للعمل لم تشملهما قوانين حماية العاملين حتى عام 1994. ولعدة عقود، كان لأسباب ومناهضة نظام الأبارتايد (الفصل العنصري) الأسبقية بالمقارنة مع مبادرات المساواة بين الجنسين. بعد إلغاء نظام الأبارتايد عام 1991، والتحول إلى النظام الديمقراطي عام 1994، أُولي المزيد من الاهتمام لحقوق المرأة.
ناقش البعض فكرة أن النسوية في جنوب أفريقيا لطالما ارتبطت بالنسوة البيض من الطبقة الوسطى. أما بالنسبة إلى النساء ذوات البشرة الملونة في جنوب أفريقيا، فمن الممكن أن تكون النسوية منصبًا من الصعب تبوّؤه، إذ كان يُعتبر مفهومًا جلبه الاستعمار للبيض من الطبقة الوسطى. توجد نساء ذوات بشرة ملونة معاصرات نسويات من أفريقيا، مثل تولي مادونسيلا.